# Eponisia guttulinervis
Eponisia guttulinervis är en insektsart som beskrevs av Matsumura 1914. Eponisia guttulinervis ingår i släktet Eponisia och familjen Meenoplidae. Inga underarter finns listade i Catalogue of Life.